# Alexander Löser
Alexander Löser (* 1976) ist ein deutscher Informatiker. 
Er ist seit 2013 Professor für Data Science an der Berliner Hochschule für Technik, gründete (2014) dort die Forschungsgruppe Data Science and Text-based Information Systems (DATEXIS), das Forschungszentrum Data Science+X (2015), ist Mitgründer (2017) des Masterstudiengangs Data Science und Mitglied (2023) des DFG Forschungsimpulses „Berliner Initiative für Forschung im Bereich Foundation Models“.

## Studium und Karriere
Löser promovierte (2001–2005) und habilitierte (2009–2013) an der Technischen Universität Berlin. Er war Wissenschaftler am IBM Almaden Research Center (2005–2006) und bei der SAP AG (2006–2008). 

## Aktivitäten
Seit 2019 ist er Experte für Sprachmodelle in der acatech Plattform Lernende Systeme, war (2019) Vorstand im Berliner Einsteinzentrum Digitale Zukunft (ECDF) und engagiert sich politisch für das Promotionsrecht an den Berliner Hochschulen für angewandte Wissenschaften. Seit 2012 berät er zahlreiche DAX und  mittelständische Unternehmen beim Aufbau von KI-Plattformen, Datenprodukten und Geschäftsmodellen.

## Forschungsschwerpunkte
Seine Forschungsschwerpunkte liegen im Bereich maschinelles Lernen, insbesondere im Deep Learning, in Sprachmodellen und deren Erklärbarkeit. Er ist Ko-Autor führender Sprachmodelle für die Differentialdiagnose. Löser patentierte mehrere Ansätze für Sprachmodelle in relationalen Datenbanken für IBM, SAP und erhielt als Ko-Autor den Best Paper Award auf der IEEE BigComp für Sprachmodelle in der Hauptspeicherdatenbank MonetDB.

## Schriften (Auswahl)
- Alexander Löser (Ko-Autor): medBERT.de: A comprehensive German BERT model for the medical domain. Expert Syst. Appl. 237(Part C): 121598 (2024) doi:10.1016/j.eswa.2023.121598
- Alexander Löser (Ko-Autor): MedAlpaca - An Open-Source Collection of Medical Conversational AI Models and Training Data. CoRR abs/2304.08247 (2023)doi:10.48550/arXiv.2304.08247
- Betty van Aken, Jens-Michalis Papaioannou, Marcel Ganesh Naik, Georgios Eleftheriadis, Wolfgang Nejdl, Felix A. Gers, Alexander Löser: This Patient Looks Like That Patient: Prototypical Networks for Interpretable Diagnosis Prediction from Clinical Text. AACL/IJCNLP (1) 2022: 172-184
- Betty van Aken, Jens-Michalis Papaioannou, Manuel Mayrdorfer, Klemens Budde, Felix A. Gers, Alexander Löser: Clinical Outcome Prediction from Admission Notes using Self-Supervised Knowledge Integration. EACL 2021: 881-983
- Betty van Aken, Benjamin Winter, Felix A. Gers, Alexander Löser: How Does BERT Answer Questions?: A Layer-Wise Analysis of Transformer Representations. ACM CIKM 2019: 1823-1832